# براكسيس رابيمانانجارا
ستيفان براكسيس رابيمانانجارا (بالفرنسية: Praxis Rabemananjara)‏ (مواليد 20 أبريل 1987 في مدغشقر) لاعب كرة قدم مدغشقري دولي يجيد اللعب في خط الهجوم . يلعب لصالح نادي بامبليموسيس الموريشيوسي منذ 2004 .

## روابط خارجية
- براكسيس رابيمانانجارا على موقع قاعدة بيانات كرة القدم.إي يو (الإنجليزية)
- براكسيس رابيمانانجارا على موقع ناشيونال فوتبول تيمز (الإنجليزية)
- براكسيس رابيمانانجارا على موقع كووورة